# Fall Nathusius

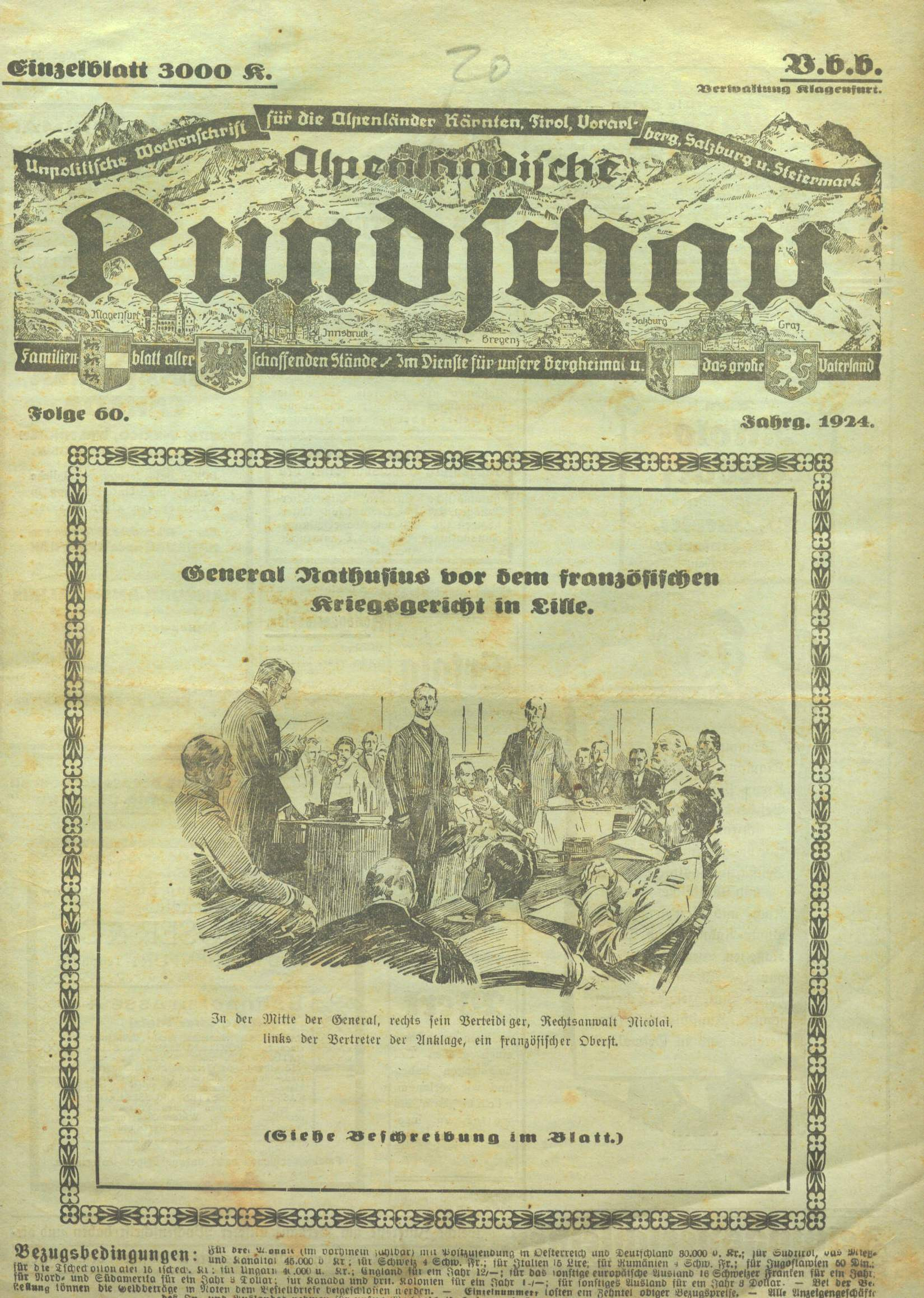
Titelblatt der österreichischen Alpenländischen Rundschau vom 29. November 1924. „General Nathusius vor dem französischen Kriegsgericht in Lille“

Der Fall Nathusius (auch bekannt als Nathusius-Affäre, besonders in Frankreich: l’affaire Nathusius) bezeichnet die Verhaftung und den anschließenden Prozess gegen einen pensionierten deutschen Offizier vor einem französischen Kriegsgericht in Lille im November 1924. Der Generalmajor a. D. Wilhelm von Nathusius wurde wegen Diebstahls angeklagt und verurteilt. Die juristische Auseinandersetzung endete im Mai 1925 mit der Einstellung eines Anschlussverfahrens vor dem Reichsgericht in Leipzig.

## Verlauf

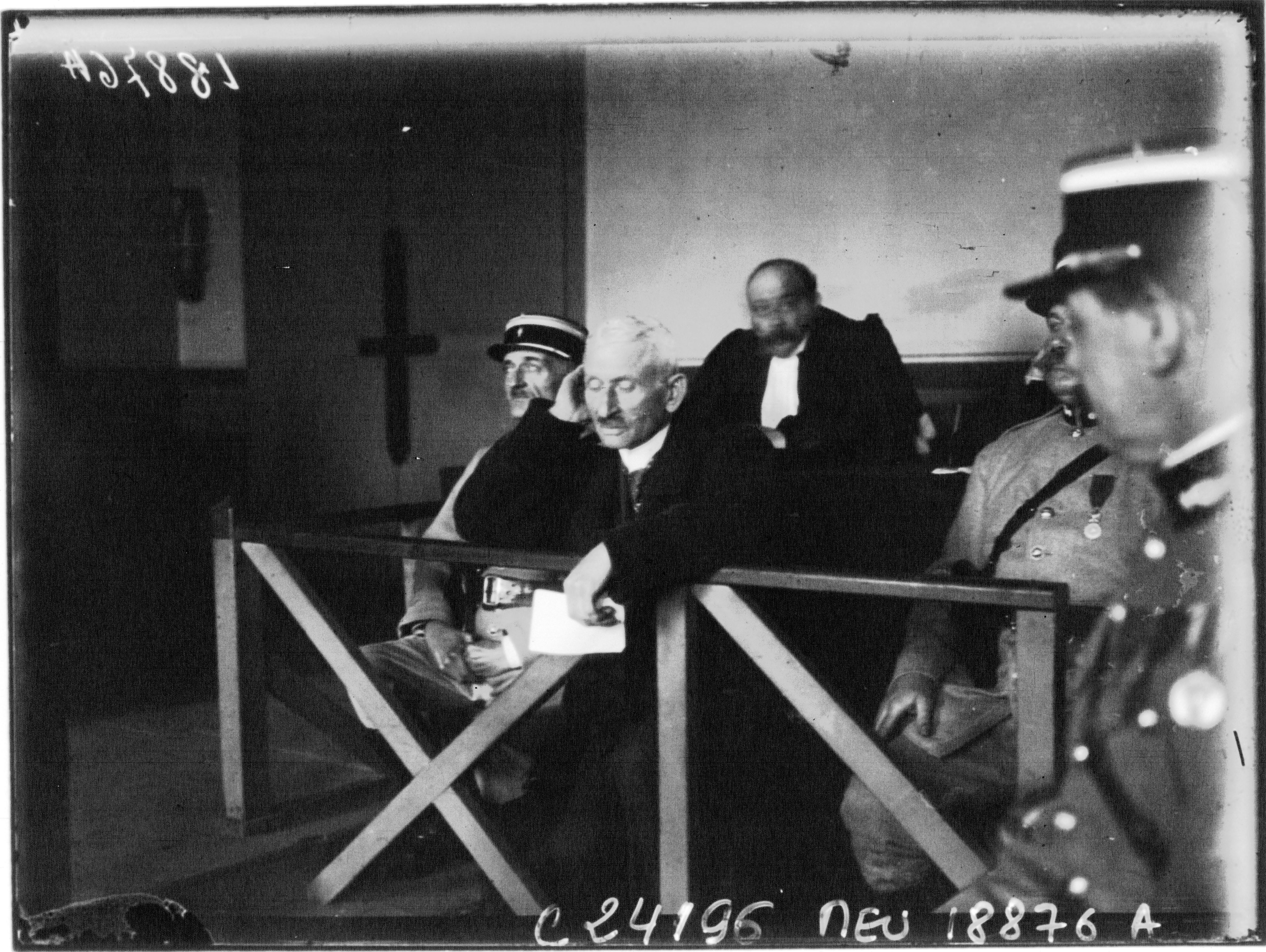
Der deutsche General von Nothusins beim Kriegsrat in Lille

Nach dem Abmarsch der deutschen Truppen aus Frankreich im Jahr 1918 war Nathusius beschuldigt worden, mehrere Gegenstände aus dem von ihm und seinem Stab als Quartier benutzten Haus eines Industriellen in Roubaix gestohlen zu haben. Deswegen fand 1921 in Abwesenheit Nathusius’ und ohne sein Wissen ein Prozess gegen ihn statt, bei dem er zu fünf Jahren Gefängnis verurteilt wurde. Als Nathusius am 1. November 1924 zu Allerseelen einen Friedhofsbesuch in Frankreich machen wollte, wurde er an der Grenze verhaftet und vor ein Kriegsgericht gestellt. Das alte Verfahren wurde annulliert, ein Teil der ursprünglichen Anklage wurde fallen gelassen, für den Rest wurde Nathusius am 20. November 1924 mit 4 gegen 3 Stimmen zu einem Jahr Gefängnis und zur Übernahme der Verfahrenskosten verurteilt. Am 25. November begnadigte die französische Regierung Nathusius, der an seinen Wohnort Kassel zurückkehrte, wo er von der Bevölkerung freudig empfangen wurde.
Das von Nathusius beim französischen Kassationsgericht eingereichte Revisionsbegehren wurde am 5. Februar 1925 abgelehnt. „Das Reichsgesetz vom 18. Dezember 1919 zur Verfolgung von Kriegsverbrechen und Kriegsvergehen“ verpflichtete Deutschland, beim Reichsgericht in Leipzig ein Verfahren auch gegenüber Personen zu eröffnen, die die Tat im Ausland begangen hatten. Die Verfahren gingen als Leipziger Prozesse in die Geschichte ein und führten selten zu Verurteilung. Dem Gesetz folgend, wurde gegen General Nathusius nach seiner Verhaftung ein Verfahren eröffnet. Das Verfahren wurde mangels eines strafbaren Tatbestandes am 27. Mai 1925 eingestellt. Die Affäre fand damit ihr Ende.

## Wirkung
Der Fall ereignete sich in der nach dem Ersten Weltkrieg und vor allem nach der Besetzung des Ruhrgebietes nationalistisch wie revanchistisch aufgeladenen Zeit unmittelbar vor der Reichstagswahl vom 7. Dezember 1924 und drohte die deutsch-französische Verständigung zu stören. Er wurde von der deutschnationalen Opposition in ihrer Wahlpropaganda ausgeschlachtet. Vor allem in nationalkonservativen Kreisen fühlte man sich von Frankreich nicht korrekt behandelt.